# Psilolaemus
Psilolaemus är ett fågelsläkte i familjen näshornsfåglar inom ordningen härfåglar och näshornsfåglar. Det inkluderas oftast i Anorrhinus. Släktet omfattar två arter som förekommer från Assam och södra Kina till Indokina:
- Tickells näshornsfågel (P. tickelli)
- Austens näshornsfågel (P. austeni)